# Tove (Film)
Tove (alternativer Titel: Tove – Auf der Suche nach Freiheit und Liebe) ist ein Film der finnischen Regisseurin Zaida Bergroth aus dem Jahr 2020. Die Filmbiografie behandelt das Leben der finnlandschwedischen Schriftstellerin und Malerin Tove Jansson. Sie feierte ihre Premiere auf dem 45. Toronto International Film Festival. Im Oktober 2021 stand er im Programm der Queerfilmnacht. Der Film kam am 24. März 2022 in die deutschen Kinos und hatte bis zum Startwochenende über 9.000 Zuschauer.

## Inhalt
Der Film zeigt Tove Janssons Werdegang als Künstlerin von ihren Anfängen als Malerin bis zu ihrem Durchbruch als Schriftstellerin mit ihren berühmtesten Figuren, den Mumins. Er konzentriert sich dabei auf das Jahrzehnt nach dem Zweiten Weltkrieg und behandelt neben ihrer Karriereentwicklung ihre romantischen Beziehungen zu dem Autor und Politiker Atos Wirtanen sowie zu der Theaterregisseurin Vivica Bandler. Auch ihre Konflikte mit ihrem Vater, der Maler war, werden thematisiert. Er versuchte immer wieder, sie von ihrem malerischen Talent zu überzeugen, fand jedoch ihre Zeichnungen stets zu wenig künstlerisch wertvoll. Dennoch stellte sich nach seinem Tod durch ein Sammelalbum mit sämtlichen Zeitungsausschnitten und Prospekten heraus, dass er ihre Karriere verfolgt hatte.

## Produktion
Tove war mit einem Budget von 3,4 Mio. Euro für die Maßstäbe des finnischen Filmmarkts eine große Produktion. Bereits lange vor der Veröffentlichung rief er großes Interesse in Finnland hervor, ebenso in Japan, wo Tove Jansson als Schöpferin der Mumins überaus beliebt ist.
Eeva Putro konsultierte beim Schreiben des Drehbuchs Sophia Jansson, Tove Janssons Nichte, die ihren künstlerischen Nachlass verwaltet. Diese habe sie ermutigt, ihre eigene Interpretation von Tove zu schaffen.
Alma Pöysti hatte bereits zuvor die junge Tove Jansson in einem gleichnamigen Theaterstück von Lucas Svensson gespielt, das 2017 im Svenska Teatern uraufgeführt wurde. Trotz des identischen Titels basiert der Film jedoch nicht auf dem Theaterstück. Pöystis Familie hatte zu Tove Jansson seit Langem eine Verbindung: Ihr Großvater Lasse Pöysti hatte die Hauptrolle des Mumin in den ab 1949 von Vivica Bandler inszenierten Mumin-Theaterstücken gespielt. Auch Pöystis Großmutter, Birgitta Ulfsson, die mit Tove Jansson befreundet war, hatte Bühnenauftritte in den frühen Mumin-Adaptionen.
Tove ist eine Produktion der Firma Helsinki-Filmi in Koproduktion mit der schwedischen Firma Anagram Sweden. Der internationale Vertrieb liegt bei LevelK.

## Rezeption
Tove erhielt weitgehend positive Rezensionen.
Kaleem Aftab verglich die schnelle Eröffnungssequenz des Films mit dem Stil eines Comics. Die Darstellung der Liebesbeziehung zwischen Tove Jansson und Vivica Bandler ist für ihn der faszinierendste Teil des Films. Er lobte beide Darstellerinnen, insbesondere Alma Pöystis Performance sei rührend und interessant. Tove Janssons andere Beziehungen seien weniger gut dargestellt; dennoch gelinge es dem Film, die Geschichte zufriedenstellend abzurunden.
Laut Alexandra Heller-Nicholas in ihrer Rezension für die Alliance of Women Film Journalists ist Tove zwar in Stil und Aufbau eine eher konventionelle Filmbiografie, aber dennoch ein liebevolles Porträt, das überzeugend Tove Janssons Identitätsfindung an einem Wendepunkt in ihrem Leben zeige. Sie lobte die Hauptdarstellerin und die Ausstattung des Films, die das Leben der künstlerischen Bohème von Helsinki lebendig darstelle.

## Nominierungen und Auszeichnungen
Tove erhielt elf Auszeichnungen, darunter siebenmal den Jussi, sowie weitere sechs Nominierungen. Er war der finnische Beitrag für die Bewerbung als bester internationaler Film für die Oscarverleihung 2021, wurde aber nicht nominiert. Darüber hinaus gelangte der Film auch in die Vorauswahl für die Golden Globe Awards 2021 (Bester fremdsprachiger Film).